# パームトップウォーカー
パームトップウォーカーはバンダイが1994年に販売した赤外線コントロールロボット玩具である。
その名の通り、手の平にスッポリ納まる極小の二足歩行ロボットだった。

## 概要
リモコンに単3電池を4本使用し、本体には充電式のニカド電池を内蔵、ボディにあるバッテリーユニットをリモコンに差して充電する。
一回の充電で2分間の歩行が10回できると言う謳い文句だった。二段階スピードで前進、左右ターンが可能。
極小のパイロン（三角コーン）と多面体のボールが付属。別売りの「パルスアジャスター」をリモコンに取り付ければ、最大8台まで同時に遊ぶ事が可能だった。
小さいが故に、ニカド電池の消耗が激しい上、ほんの僅かの地面の歪み等で直進できなかったり、微妙なバランスで歩行する為、自らの震動で転倒したりと、なかなか自由にコントロールするのは困難だった。

## ストーリー
西暦2120年、コードネーム『D-03』と呼ばれる極秘プロジェクトチームは、驚異の新システム『ギガテック・システム』の開発に成功した。
このシステムは、特殊な波動を加えることにより、P.T.W．（パーム･トップ･ウォーカー）を全高約47mmのナノロイド形態から約3.2mのギガロイド形態に巨大・縮小化させる、P.T.W．専用の最新テクノロジーなのだ。
人の手の届かない極小スペースでの精密作業をカバーできるP.T.W．は、宇宙開発や深海作業、災害時の救難活動等の特殊作業に威力を発揮した。
その技術は民間にフィードバックされ、競技用P.T.W．を誕生させると共に、世界規模の競技会『MOBILLION(モビリオン)』を発足させた。
各国は、『MOBILLION』初代チャンピオンを獲得しようと、技術の粋を結集した自慢のP.T.W．を送り出した。

## スペック
公式スペック
- 全高 47.2mm
- 全長 34.2mm
- 全幅 38.4mm
- 総重量 23.4g
- 速度 150cm/sec

## ラインナップ
- 01 レッソル（赤）
- 02 シルバス（銀）
- 03 ワイスナー（白）
- 04 ブルダーン（青）
- パルスアジャスター

全4色2タイプ（01と02、03と04は同型）